# Surkonty
Surkonty (biał. Сурканты, ros. Сурконты) – wieś na Białorusi, w rejonie werenowskim obwodu grodzieńskiego, leżąca na skraju Puszczy Ruskiej, 20 km na północny zachód od Lidy.

## Historia
Zaścianek szlachecki (okolica) położony był w końcu XVIII wieku w powiecie lidzkim województwa wileńskiego. W dwudziestoleciu międzywojennym wieś leżała w Polsce, w województwie nowogródzkim, w powiecie lidzkim, w gminie Raduń. Po agresji ZSRR na Polskę w 1939 roku wieś znalazła się w granicach BSRR. W latach 1941–1944 była pod okupacją niemiecką. 
21 sierpnia 1944 roku rozegrała się w tym miejscu pierwsza po 1939 roku regularna bitwa między oddziałami polskimi (Armia Krajowa) i Armii Czerwonej. W jej trakcie zginął m.in. ppłk Maciej Kalenkiewicz. 
Od 1944 r. wieś ponownie leżała w BSRR. Od 1991 roku w Republice Białorusi.

## Cmentarz żołnierzy polskich
We wsi znajduje się cmentarz żołnierzy Armii Krajowej poległych w 1944 w bitwie pod Surkontami, który 25 sierpnia 2022 władze białoruskie zrównały przy użyciu ciężkiego sprzętu.